# Åke Danielsson (ishockeyspelare)
Åke Danielsson, född 23 juni 1950, har varit en framgångsrik ishockeyback i Leksands IF och senare Djurgårdens IF. Han blev svensk mästare med Leksand 1974 och 1975 samt juniormästare med samma klubb 1970. Han har spelat ett juniorvärldsmästerskap för Sverige 1969 och vunnit en silvermedalj. Sammanlagt har han 8 J-landskamper. Han är hockeyfostrad i Leksands IF.